# OVERLORD (小說)
《OVERLORD》是日本小說家丸山黃金連載中的輕小說系列，插圖由so-bin製作，2010年5月開始發表於小說投稿網站《Arcadia》，2012年3月改在《成為小說家吧》連載，2012年正式由KADOKAWA發行書籍版。
2015年1月由漫畫家深山フギン連載漫畫版，2023年12月最終卷完結，對應小說1至9卷內容。
2019年BookLive讀者票選異世界漫畫第2名。
2024年9月由漫畫家Matsuki連載新漫畫版，對應小說10卷內容

## 介紹
一款席捲遊戲界的網路遊戲「YGGDRASIL（世界樹）」，在營運十二年後停止一切服務，一名喜歡該遊戲的普通上班族「飛鼠」，在營運的最後一刻來到遊戲中曾名噪一時、由其擔任會長的強大公會—「安茲·烏爾·恭」的根據地納薩力克大墳墓進行最後巡禮，等待營運的結束。營運時間結束，玩家角色卻無法登出遊戲。而公會內的NPC也開始擁有自己的思想、如活人般地活動起來。在原本的遊戲中擁有骷髏魔法師外表的飛鼠，就這樣與他率領的公會展開前所未有的奇幻傳奇冒險。

## 用語介紹

### 相關設定
DMMO-RPG
全名「Dive Massively Multiplayer Online Role Playing Game」，即能在虛擬世界裡能用擁有如同現實一般的體驗型線上遊戲。
YGGDRASIL
為一款由日本廠商開發，並在2126年上市的DMMO-RPG遊戲，曾在日本大受歡迎。其賣點是極度廣闊的地圖與異常寬廣的玩家自由度。
「YGGDRASIL」和當時的其他DMMO-RPG相比，雖然每隻帳號僅能擁有單一角色，但玩家自由度異常寬廣的遊戲，職業種類包括基本職業以及高階職業在內，輕鬆超過2000種，而每種職業的最高等級只到十五級，因此如果想要達到綜合等級極限為100級，至少需要精練7種以上的職業，不過只要達成條件還是有可能「多方涉獵」，只要有心也能以相當沒效率、每種職業都只有一級的方式慢慢練到一百級。因此在這個遊戲系統裡，只要不是特意為之，就不會出現一模一樣的角色。
關於視覺表現，也可以利用另外販售的編輯工具改變武器防具的外觀、內部資料、玩家的外表，以及擁有住處等詳細設定。
等待玩家冒險的遊戲世界，擁有廣闊的舞台。共有阿斯嘉特、亞爾夫海爾、華納海爾、尼達維勒、米德加爾特、約頓海姆、尼福爾海姆、赫爾海姆、穆斯貝爾海姆等九個不同世界。
死亡會有兩種懲罰：等級降低以及掉落部分持有物品。降低等級對YGGDRASIL玩家並不算太大的損失，因為經驗取得容易，能馬上練回到原來的等級。而持有物品的掉落對玩家更為心痛，因為在YGGDRASIL裡的武器及裝備防具是將外裝做出後再嵌入數據水晶的，像這樣打造出專屬本人使用的武器防具和飾品等等都是帶有感情的，大部分玩家很難在喪失之後還能若無其事。如果攻略難度過高的話，喪失更多裝備也是常見的情況。而雖說是隨機，但價值高的道具會優先掉落，使得主武裝等強力物品掉落的機率大大提升。
YGGDRASIL的隊伍限定六人，最多是五組。
玩家的臉部不會產生變動，因為若是以人類種為代表的種族那麼表情的變化可能不算困難，但對於異形種來說，把表情變化模式製作出來並編寫成巨集是非常困難的。
根據電腦法，虛擬世界已經將五感中的味覺和嗅覺完全消除。雖然在遊戲中有飲食系統，不過基本上只是屬於系統方面的消耗。此外觸覺方面也受到相當程度的限制，理由是爲了避免和現實世界産生混淆。因爲有了這些限制，以致於利用虛擬世界的色情産業並不是那麼流行。
嚴禁所有十八禁的行爲，某些時候甚至連十五禁的行爲都不被允許，一旦違反規定不但會在遊戲官網公布違規者的姓名，帳號還會遭到強制刪除，其懲處相當嚴厲。因爲如果這些行爲的紀錄如果遭到公開，可能會觸犯社會秩序維護法的妨害善良風俗法規。
NPC
在YGGDRASIL裡，公會如果擁有比城堡更高階的根據地，可以獲得保護根據地的NPC。
根據地內有會自動生成的NPC，最高等級可到三十級。它們即便遭到消滅，一段時間後會自動復活，且不需要公會支付任何費用。但玩家無法調整NPC外型及AI程式，因此對於抵禦入侵者其實無太大的功用。
可以從頭開始打造原創的NPC。如果占有城堡等級的根據地，占領的公會可以將至少七百點的等級隨意地分配給NPC。因為YGGDRASIL的最高等級是一百級，因此按照規則，可以打造出五個一百級和四個五十級的NPC。
目前已知最高等級的據點擁有3000點的等級，在九個世界中各有一個。
在自行創造NPC時，除了服裝，AI之外，還能夠在武裝方面下功夫。因此就能創造出遠比自動出現的NPC更強的警備兵，配置在重要的據點。
在管理列表中，正常狀態的NPC會以白色文字顯示名字，若是紅色文字則代表NPC遭到第三者精神控制，暫時采取敵對行動，若是呈現空白狀態則代表NPC已經死亡。
NPC傭兵
有著讓單人玩家也能組隊這一優點，但由於AI戰鬥力及素質完全不如一般玩家，甚至比職業等級隨意構建的角色還要弱勢，也因此與NPC組隊的玩家若不夠優秀的話，在高等級的攻略中就會被扯後腿。
現實世界
故事中22世紀的地球(日本)，主要的設定來自作者在小說以外媒體的敘述，基本上是個環境遭到徹底破壞、自然資源枯竭的反烏托邦社會。
社會的資源為少數特權階級壟斷，為了剝奪中下階層思考與反抗的能力，教育的費用變的極端昂貴(義務教育制遭廢除)，僅僅想讓孩子接受小學學業就因此過勞倒下的父母也不在少數。
安茲(飛鼠)也曾在故事中的回憶中提及「不靠呼吸器無法呼吸」、「不曾體驗過蒸汽浴以外的洗澡法」等反應出環境、生活極端惡劣的細節。
漫畫版第三集附錄，作者監修的「設定資料-二一三八年的世界」中，已明確提到實際上統治國家的並非政府，而是企業；而反叛企業者將無法生存。遊戲本身是「無藥可救的現實」之替代品，對玩家來說等同現實本身，而美麗的自然只存在於遊戲世界裡。
異世界
飛鼠與納薩力克穿越而來的虛擬世界，存在著魔法與亞人種、怪物等奇幻事物，甚至有著如海水不是鹹水、物品墜落時幾乎沒有大氣磨擦力等與現實世界完全不同之常識的世界。人類在此被歸類為相對弱小的種族，在某些由亞人支配的國家裡只擁有奴隸甚至食物的地位。
似乎會以百年為週期的發生『YGGDRASILL』玩家的穿越事件，每一次都會留下深遠的影響，其原因似乎與久遠之前龍族的某個決定有關。
因為不明原因，雖然看不懂這個世界的文字，但身為穿越者的主角沒有語言不通的問題。這種現象被安茲吐槽是某人給居民食用了『翻譯蒟蒻』所造成的。另外，雖然是真實世界，但卻存在著『YGGDRASILL』遊戲中「只要未擁有相應職業或技能，就連最基本的動作都做不到」的奇妙限制。

### 國家與組織
安茲·烏爾·恭
前身是由塔其·米為首的『最初的九人』，反抗遊戲以轉職要求等形式鼓勵PK異形種，到異形種主場世界外闖蕩，自我調侃為「九人的自殺分」（Nine's Own Goal）並以此名創立集團（Clan），入會條件為必須於社會工作者及種族為異形種，並在遊戲中以認真扮演邪惡勢力為樂（此一背景設定後來影響了來到異世界後的NPC們的價值觀與思想）。
在成員增加到27人時以集團名之變體改組為公會安茲·烏爾·恭（Ainz Ooal Gown），並在新會長飛鼠提案下當天攻略了納薩力克地下大墳墓成為據點，當時成員平均等級約九十級。成員為41人時為了保護情報而不再收人，在遊戲中是人數較少的公會（上限100人），之後由於現實生活的因素，成員陸續離開遊戲，公會含飛鼠在內只剩下4名成員，而維持每日登入的則僅剩飛鼠一人，其他只是掛名。
飛鼠曾提議將公會名命名為「異形種動物園」，被評價為「意外還不壞」、「像是漫畫裡的龍套，好像很強，但下一格就輸了」、「挺喜歡的，挺有反派的感覺」等。翠玉錄則提議為「聖殿騎士團」，但沒有人聽懂他的哽，所以被立刻否決了。
成員中有許多從事美術、電腦程式設計工作的人並都是擁有經濟基礎的社會人，因此得以將納薩力克擴建為深達10層的巨大地下城，由他們投注無數心力所打造的NPC們亦有著極高的完成度。
公會會長為飛鼠，但主要任務是聯絡與表決成員，而公會的運作也不是由公會長決定一切，而是少數服從多數。
最著名事蹟為殲滅八個公會聯軍和其他相關公會、傭兵玩家、NPC等合計1500人的聯合入侵。
保有11件世界級道具，是擁有最多世界道具的公會。
因為在遊戲最後關服時只剩下飛鼠一人，因此飛鼠成為「安茲·烏爾·恭」唯一的絕對統治者。
組織結構以唯一且最上層的安茲·烏爾·恭（飛鼠），往下有原公會成員創造的NPC（現已擁有自我意識），再往下為據點內部自動生成的魔物（僕役），最下為異變後的外來僕役。納薩力克中僕役地位只與是否為無上至尊所創造有關。
組織中除去外來僕役，基本全員幾乎都是異形種族。
納薩力克的所有NPC都對創造他們的無上至尊擁有絕對的忠誠及敬愛。
納薩力克地下大墳墓（Web版中為『納薩力克大地下墳墓』）簡稱為『納薩力克』，在遊戲中以難攻不落而聞名。
原本只有6層，後來擴建為10層，擁有2750點的等級（原始的2250點+初次攻略成功獎勵500點）。以下介紹各層分佈：
1. 地下一～三層：墳墓
2. 地下四層：地底湖
3. 地下五層：冰河
4. 地下六層：森林（大競技場）
5. 地下七層：岩漿
6. 地下八層：荒野
7. 地下九層：皇家套房
8. 地下十層：王座之廳

安茲·烏爾·恭魔導國
簡稱魔導國。在安茲為首等人以壓倒性力量擊潰王國軍並割讓領土後於第九卷末所建立的新國家，其國家理念是「無差別的接納所有種族為國民」，確立耶·蘭提爾作為國家首都。
為了吸引周遭國家的人民甚至其他種族前來居住達成增加聲勢及繁榮度的目的，而計畫著讓冒險者到世界各地探索未知以達到宣傳國家的目的，同時也以死亡騎士與噬魂魔等各種不死者作為出租型勞動力供國民使用。
此外由於身為國王的安茲本身是不死者，而被神殿勢力的神官們所敵視，但也因為魔導國其過於懸殊的戰力差距而被迫保持沉默態度。
在十二卷中提及到入城者需要接受講習並繳交隨身的裝備武器，以防止他們因為做出禁止行為而被殺死；都市內的原本的貧民區也被全數拆毀，重建成讓非人類種族居住的亞人區，而貧民區的人民則是移至被經斯連教國特殊部隊摧毀的數個無人廢棄村莊進行開墾與定居。
耶·蘭提爾
王國的要塞都市，位於鄰國巴哈斯帝國和斯連教國的重要邊境，也是偽裝成冒險者飛飛和娜貝的主要活動區域。由於交通樞紐佔有極重要的地位而成為王國與帝國連年對兵的舞台，甚至連斯連教國都宣稱擁有其主權。
城市由三道城牆劃分為三大區域，由最外圍的王國駐軍基地及最內圍的中樞行政區的儲備兵糧倉庫構成完備的軍事機能，而位於兩個區域之間的中間區域，則是一般市民的住宅區。
位於會自然產生負面能量的平原地區而時常自動生成的不死者，都城內的警備軍因此必須定期派兵巡邏城市南區的墳場，以提防高等不死者出現對王國造成威脅。
於小說第九冊中被納薩力克地下大墳墓宣稱擁有主權，並在與帝國軍聯合擊敗王國軍後，作為戰敗的停戰協議正式劃歸為納薩力克所有。
卡恩村
位於納薩力克的西南方約十公里處，耶·蘭提爾近郊鄰近都武大森林的開拓村，於小說第一冊因遭到偽裝成帝國騎士團的斯連教國特殊部隊入侵並實施無差別屠殺導致半數村民死傷慘重，但在安茲現身出手相助下才逃過險些滅村的命運。爾後在從安茲提供的魔法道具召喚出的哥布林小隊及安茲的女僕——露普絲雷其娜帶來的哥雷姆幫助下建起了要塞般的圍牆及瞭望塔，並透過偽裝成冒險者飛飛的安茲介紹，讓聞名於耶·蘭提爾的藥師莉琪祖孫移居至此而復興。
在得到安莉召喚的哥布林幫助與新移民持續遷入的氣氛下，形成能接納亞人族的特殊環境，後來甚至接納了來自森林的哥布林與食人魔。此外由於接二連三地受到安茲援助之故，村民對安茲的好感反而在王國之上，因此在遭到王國第一王子軍隊包圍時寧願反抗也不願背叛安茲一直以來的救命之恩。
魔導國正式建國後也自然地納入魔導國的統治中，並成為安莉用第二支號角召喚的哥布林大軍與矮人盧文工匠的駐地，生活水準託矮人工匠之助提升不少。
由於不論新舊住民都對安茲懷有感恩之心，甚至還在村莊中央樹立了安茲的雕像。
都武大森林
位於王國和帝國之間，作為兩國界線的山脈──安傑利西亞山脈，位於其南端山麓的廣大森林，原本是由三隻魔物個別統治東、南、西三方區域，但在統治南方的森林賢王離開加上納薩力克在森林中央建造城寨後開始動盪不安。
都武大森林北邊，有一座約二十平方公里的巨大湖泊，形狀像是一個顛倒的葫蘆，分為上湖泊和下湖泊。上方大湖泊因為很深而成為大型生物的棲息地，下方小湖泊則有較其小型的生物棲息。
根據西之魔蛇降伏於安茲後所言，曾經有過黑暗精靈一族在此統治著大森林，但在魔樹出現後便離開了大森林。此時魔樹早已被安茲等人消滅，不只西之魔蛇連其他魔物對此都毫不知情。
卡茲平原
不死者的出現率奇高的頻發地帶，也是王國與帝國發動例年戰爭的主要戰場，被譽為薄霧一年中所覆蓋之地，只有在兩國戰爭時才會放晴的詛咒之地。
在第十二卷中已納入魔導國的統治之下，在幽靈船的主桅上也高掛著魔導國的國旗。
里·耶斯提傑王國
簡稱王國。是鄰近納薩力克的三大國其中之一，位於納薩力克的西北方，總人口約八百萬人的王國。
國政主要仍為貴族封建制，但由於國內領土處於由王族及大貴族各自擁有三成、小貴族擁有四成的分散結構導致王權影響力薄弱，是一個王權處處受制於貴族而國力衰弱的國家。
由於貴族的抵制而難以推行改革，甚至在故事的前幾年才剛廢除奴隸制，經濟、建設、制度及軍事力量上均大幅落後帝國與教國。
第九冊時，在卡茲平原一役中遭到安茲、帝國組成的聯合軍大破，且帝國軍甚至未動用一兵一卒。死傷慘重的王國軍狼狽逃竄，戰後也依協議被迫割讓出重鎮都市「耶·蘭提爾」；第十四冊時更因國內貴族擅自襲擊魔導國派往聖王國援助的運糧部隊並踐踏魔導國國旗，而招致魔導國舉兵全面入侵，在舉國皆殺的壓倒性戰力下慘遭亡國，僅剩以雷文侯為首的少數貴族帶領百萬遺民歸順，化為廢墟的王都則是直接棄置以用來警惕後人對魔導國出手後的下場，王城門口也堆出由瓦礫做成的王座象徵著里·耶斯提傑王國的滅亡。
葛杰夫战士团
由于贵族们反对葛杰夫被授予骑士之位，所以国王设立了【战士长】这一职位。自此以来，葛杰夫亲自选拔，由他本人所率领的精锐士兵们，便统称【战士】。
强度超过帝国骑士（Lv.7），部分会武技，强于一般装备的克莱姆。在拯救边境村庄的时候遭遇阳光圣典埋伏袭击而损失惨重，又在卡兹平原之战中遭遇又一次损失，最终在第十四卷中魔導國軍隊攻灭王国之战中随着大部分国民全部阵亡。
八指
王國中的不法勢力結成的地下聯合組織，由販賣奴隸、暗殺者、偷渡者、竊盜者、麻藥交易、警備者、金融者、非法賭博八個層面執牛耳的惡徒所支配，會定期召開會議協調會議決定行動方針，但幹部成員之間其實處於互相提防的狀態。
利用威脅、利誘等非法手段在王國內建立起極大的勢力，被迪米烏哥斯稱為「加以支配就等於控制了王國的一半」，同時在官員、貴族間也擁有龐大的人脈，其幹部甚至敢於明目張膽地和官員一同行動、勒索他人。
在小說第五、六卷中，由於犯下威脅塞巴斯與綁架安茲立誓保護之女性（琪雅蕾）的錯誤，而同時被王國精銳冒險者與納薩力克大墳墓討伐，導致擔任警備任務、號稱全員擁有精鋼級冒險者實力的王牌六臂全滅；其餘幹部也在不久後遭到納薩力克奴隸化。
第十四卷中魔導國軍隊攻入王都時，八指相關人員連同家屬約一千人被魔導國帶離王國避難，成為少數未受影響的居民。
巴哈斯帝國
簡稱帝國。位於納薩力克的東北方。建國僅200多年，是鄰近納薩力克的三大人類國家中最年輕的。與南方的龍王國為結盟關係。
以人稱鮮血皇帝的當代年輕皇帝為中心的中央集權式國家，藉由剝奪、肅清大大小小的無能貴族爵位徹底強化皇帝的權威，雖然仍有不如斯連教國之處，但仍是國勢不可小覷的強國。
以國寶級的大魔法吟唱者夫路達為核心積極推行魔法強化國力的政策，為此在首都設立專業的魔導學院以訓練、培育魔法師人才，飼養八腳馬及鷹馬等魔獸作為軍用，並生產以魔法技術製造而成的各種家電用品，暗中也進行著用以從事勞動的不死者實驗計畫。其軍事力量由裝備精良且訓練有素的常備軍「騎士」編制成八支各一萬人的軍團「帝國八騎士團」，並充分利用其戰力優勢連年發動逼迫王國動員數倍農民兵的戰爭，藉由阻礙對手秋收的方式逐步削弱王國的國力。
第九卷中，名義上與納薩力克締結同盟，並發動協助盟友奪取耶·蘭提爾的戰爭。
第十卷中，由於聯合他國以圍攻魔導國的計畫失敗，皇帝為保全國家從而向魔導國提出成為其附屬國的請求；由於被魔導國作為寬大對待順從者的示範，屬國化後的不滿出乎預料的少。
斯連教國
簡稱教國。是鄰近納薩力克的三大國的其中之一，位於納薩力克的南方，是總人口超過一千五百萬人的大國。
相傳為六百年前降臨的「六大神」所建立，將他國也有信仰的地水火風四大神與本國特有的光闇兩柱神信仰立為國教的宗教國家。為了找出國內留存著六大神血統、覺醒後可發揮超人力量的後裔，建立有對國民資料與天生異能進行登錄的戶口制度，也拜此所賜國家得以針對有才能的國民進行適當的選用，確保人才的穩定流動，造就其擁有人類國家中最強盛的國力。
是極端人類至上主義的國家，經常對外派遣特務部隊介入、攻擊週邊國家的亞人和非人類種族，但同時也會出兵協助他國抵抗強大魔物的入侵，在守護人類的存續上有其不可磨滅的功蹟。
國內仍保有許多六大神遺留下來的寶物，其中世界級道具「傾城傾國」甚至擁有足以影響、威脅到納薩力克地下大墳墓守護者的力量。
在目前透露過信仰的人類國家中，除了教國信仰的是六大神以外，教國周邊的王國、帝國和聖王國的信仰基本都是四大神為主的。Web版中四大神的信仰體系：這個世界是由地、水、火、風四大神構成，他們構成這個世界的一切，還有眾多小神明從屬於他們。而教國認為在四神之上，還有代表生命的光神和代表死亡的闇神。最早先有了光明與黑暗，之後才誕生了四神。對於那些不信仰光與闇並且把他們視作劣等神的國家，教國和他們在教義上有著相當大的衝突。
組織幹部有最高神官長、六大神官長、掌管司法、立法、行政的三大機關、掌管魔法研究的研究機關長、軍事機關的最高責任者的大元帥，其下屬則有六大巫女公主（其中土之巫女與闇之巫女已死亡）、六色聖典（火滅、水明、風花、土塵、陽光、漆黑）。其中「六色聖典」為各神官長直轄的特殊工作部隊，雖然多少有內部衝突，但在信仰對外事務上的立場相當一致。Web版中則有負責守衛教國六座神殿的神殿衛兵，其地位相當於他國的皇家禁衛軍或軍團長。
當王國與帝國進行年年例行的戰爭時，教國都會向外發表聲明表示擁有耶·蘭提爾的主權，卻在第九卷中卻發表了無意與安茲敵對的宣言；小說第十卷暗示教國似乎已經意識到安茲與他們的神一樣，從異世界降臨而來。
教國認為，讓王國藉由位處於最安全的地理位置能夠漸進式的壯大國力，進而培育出優秀的人類人才，但不料王國毫無長進，內部爭權內鬥嚴重導致國力衰敗，故開始暗中進行著讓帝國一步步併吞王國的計畫，而教國不願意自行併吞王國的理由則是不願與評議國相鄰而產生不必要的衝突。
第一步計畫是殺掉王國最強戰士長葛傑夫以消弱王國的軍事力量，無料卻遭到安茲的阻撓。
目前與教國南方的精靈國處於戰爭中，原因是精靈王的單方面背叛，使得友好的兩國反目成仇；更導致教國將原先就連精靈與矮人等非人類的人類種族也視為保護對象的政策變為現今的極端人類至上主義。
火滅聖典
基本任務是防衛教國，擅長暗殺術、游擊戰、反恐行動。
水明聖典
基本任務是透過商人勢力和神殿組織打聽各國的消息。
風花聖典
基本任務是情報收集及偵察敵人的機關。
土塵聖典
基本任務是守護位於國外某處的避難所，此地為六百年前教國尚未建國時，人類為了逃避其他強大種族的迫害而生活的居住地。
陽光聖典
負責滅絕亞人種村落的機關。成員僅有百人，會招喚源自YGGDRASIL的魔物「天使」作為攻擊手段，基本上都是達到3階信仰系魔法的菁英，但目前由於隊長尼根等40名成員失蹤（實為遭到安茲捕獲）而處於崩潰狀態。
漆黑聖典
教國的王牌，被認為是人類最後最強的守護者，負責守護六大神留下來的神器以及排除事關人類存亡的敵人。全員都是至少達到英雄領域的強者，其中部隊隊長（首席）與番外席次「絕死絕命」更是是教國內僅有三名神血覺醒，實力遠遠凌駕其他成員的神人。
精靈國
位於教國南方大森林由森林精靈所組成的國家，本身沒有正式的國名，雅兒貝德推測其原因是周遭沒有其他文明社會再加上國家本身也認為沒必要與外國建立邦交，因此沒必要區分自己與他人。
其文化核心則是利用名為森林精靈樹的特殊樹木，將其加工成各種用品；由於生活在與魔物相鄰的森林中，多數居民也習得游擊兵或森林祭司等職業來求生。
該國則是由君王進行統治，但由於精靈王本人對國家事務毫不關心，只想著建立留著自身血脈的軍隊而四處播種；在與教國爆發戰爭之際，為了篩選強大的母體與後代也不親自戰鬥，而是將自己的孩子與國民送上戰場；此舉造成森林精靈們相當不滿，但他們也清楚要戰勝精靈王是不可能的事，因此沒有任何人起而反抗。
森林精靈樹
一種會對森林祭司的魔法產生反應並變形的特殊樹種，森林精靈們利用它將其加工成住家、衣服甚至是武器與防具等各種生活用品，根據需求在加工後其堅硬程度也能與金屬同樣堅硬；此外將樹木變形的該魔法僅能作用於森林精靈樹上，對其他樹種使用則是毫無效果。
亞格蘭德評議國
由亞人類組成的國家，似乎是由評議員主導政治。是和倡導人類至上的斯連教國屬於潛在的敵對國家。其中最引人矚目的是身為評議員的五或七隻龍，聽說具有驚人的強大力量，位於里·耶斯提傑王國的西北方。
龍王國
位於帝國南方，教國東方的王國，由朵拉維提倫·奧利維格魯斯「黑鱗龍王」統治。
目前處於獸人的入侵，面臨滅國危機。
往年都會受到教國秘密派遣軍隊協助對抗獸人，但在第十五卷的內容得知在與魔導國接觸後，在軍事方面的依賴對象已由教國慢慢轉為魔導國，且購買了魔導國的不死者軍隊作為國防戰力。
洛布爾聖王國
位於里·耶斯提傑王國的西南方的半島，以行使信仰系魔法的聖王作為頂點，與神殿勢力交融實行統治的宗教色彩濃重的國家，在需要蓋上國璽印章的文件上也會在旁加蓋神殿的印章。領土被海灣分割成向中間部狹長、南北兩端延伸的U字型國土。同時在半島的入口處築有從北至南全長超過一百公里的城牆，用以防止聖王國東方、與斯連教國之間丘陵地帶的諸多亞人部族。
有著經由聖王授與榮譽名為「聖王國九色」的9位人物守護著國家。雖然時刻提防亞人的侵略，但國策上對友善的非人種族較教國寬容許多，九色中甚至有非人類的人魚族等種族。
在魔導國建國一年後遭到大惡魔亞達巴沃統領的亞人大軍入侵，陷入國都毀滅、國君聖王女駕崩、國土分裂的戰亂狀態；後在請求魔導王的援助下成功擊敗亞達巴沃與其大軍，成功收復國土並由王兄卡斯邦登登基成為新任聖王。
由於受到魔導王的挺立相救，使得聖王國北境的部分國民對安茲抱著極大的好感，且第十四集在賽納克與拉娜的對話中可得知已分裂成北聖王國(親魔導國)與南聖王國兩大派系，國家處在隨時可能爆發內戰的動亂狀態。
都市國家聯盟
位於帝國的東北方，由眾多都市國家組成的國家聯盟，裡面也有亞人類的都市。
浮遊都市
位於教國的南方，八欲王的首都－艾琉恩提優，於沙漠中央建立一座漂浮城堡，在城堡底下有都市的存在，都市依靠著從城堡無止盡流下的水，有魔法結界籠罩著全都市，其中並有著30個都市守護者存在。
飛龍族部落
位於帝國的西南方，矗立著許多巨大石英岩石柱的地區，有無數洞窟，似乎有人類種族在豢養飛龍，在此形成部落生活。
蜥蜴人部落
棲息在濕地的蜥蜴人部落群，原本有「銳尾」、「朱瞳」、「綠爪」、「龍牙」、「小牙」、「利劍」、「黃斑」等七大部落，在一場因糧食匱乏而導致的五部落大戰中，利劍和黃斑兩支部落被削減到無法運作而被龍牙吸收。
在第四卷的納薩力克對蜥蜴人部落的殲滅作戰（後面改為征服作戰）中，被擊敗後再被獎賞下而臣服納薩力克。
後來有部分蜥蜴人在納薩力克第六層定居。
知拉農
具有強大實力與知名盟主的邪惡秘密組織。由身經百戰的魔法吟唱者組成，並造成眾多悲劇發生，也為此受到週遭國家的仇視。
沉默都市
位於獸人國度的一座城市。傳說由於出現了三隻噬魂魔，導致當時多達九成五的居民(估計數十萬人以上)喪命，城市也就此荒廢，成了一座死城；被後人稱之為『沉默都市』。
哥提堡囯
三百年前以魔力系魔法吟唱者為主的人類種族國家。國家在都市之間設置了「訊息（Message）」網，提升了情報的傳遞速度，但由於過度信任「訊息」，只因接收到三道假情報就陷入内亂。最終都市間掀起戰火，又遭魔物侵襲與亞人類侵略等災禍，國家就此滅亡。
此外，吟游詩人們也訴説著接收到妻子背叛的假情報后憤而殺妻的故事。從此以這國家為最有名的例子讓人不再信任以「訊息」傳遞的情報。
矮人王國
位於安傑利西亞山脈的地下洞窟。
由於魔神戰爭期間僅存的最後一位王族帶著矮人祕寶離開後沒再回來，只好改由8位最高責任者組成的攝政會來暫時統治。
攝政會成員分別為－大地神殿長、鍛冶工房長、食料産業長、洞窟礦山長、酒造長、商人会議長、総司令官、事務総長這8人組成。
跟帝國之間有交易往來。
第十一卷時遭到掘土獸人的侵攻，但靠著安茲相助不但度過難關還收復了廢棄多年的舊王都，成為魔導國的友邦，也派遣國民到魔導國工作。
矮人都市－菲歐·玖拉（フェオ・ジュラ）
目前為矮人王國的首都。
舊王都－菲歐·貝爾迦納（フェオ・ベルカナ）
魔神戰爭時被攻擊而放棄，後來被霜龍勢力占據。由安茲殺死白霜龍王並降伏其他霜龍一族後奪回，也是矮人族大藏寶庫的所在地。
矮人都市－菲歐·蘭佐（フェオ・ライゾ）
由於遭到掘土獸人攻擊而放棄。
矮人都市-菲歐·迪瓦兹（フェオ・テイワズ）
由於捲入霜龍間的爭鬥而崩壞只好放棄。
掘土獸人的部落
生居安傑利西亞山脈的亞人種。
有著幼年時吃的礦物決定強度的特性，尤其是紅、藍色毛髮的比一般強。
由於此特性，與同樣競爭礦物資源的矮人關係十分惡劣，甚至到了一相遇就會殺個你死我活的地步。
一度由英傑里‧由羅完成了統合，但卻在雄飛之際遭到魔導國討伐，在遭受重創後從臣服。
深淵之軀
由追求魔法極意的高階不死者魔法詠唱者結成，於數百年前為調解彼此間爭端而結成的祕密結社。
成員依地位高低分為內陣與外陣，內陣的成員均是難度150(等級50級)以上的強者，其中甚至已有掌握第八位階魔法的存在；但由於行事低調，知道其存在的人非常之少，在邀請成員時也會刻意迴避行事太過高調的不死者。
在if外傳『亡國的吸血姬』中，相當倒楣地在200年前被追查虹瞳人國家滅亡原因的鈴木悟盯上而毀滅；本篇則正被某個更高階的存在(疑似是朽棺龍王)支配並搾取研究成果，雖想反抗卻畏懼其淫威而動彈不得。

#### 種族與傳說
人類種族
基本有人類、矮人、森林精靈、黑暗精靈等。
沒有種族等級但有種族天賦，最初就有職業等級，能力值成長較低，相對有著人類種族專屬的強力職業。
因職業選擇多元，故「YGGDRASIL」中人氣最高。
亞人類種族
有哥布林、獸人、食人魔、蜥蜴人等，外表丑陋，但是能力比人類強。
異形類種族
有不死者、惡魔、吸血鬼、天使等，具有怪物的能力,能力值高于其他種族，不過也有幾個基於平衡機制所衍生的缺點。
無法轉職部份職業、無法進入特定都市、PK被殺會被無視(對方不會有懲罰，甚至滿足轉職要求)、種族相應的懲罰、無法裝備特定物品...等。
「YGGDRASIL」中皆設定為壽命無限。
龍族
不管在哪個世界都擁有強大力量的種族。
異世界中是屬於能使用原初魔法的強大種族，但在與八欲王的戰爭中幾乎死絕，至今殘存的龍族都是當時未參加戰爭的倖存者。
一般而言有著收集財寶的習性，其鼻子的嗅覺能夠瞬間判斷出物品的價值。
六大神
600年前突然出現在異世界的6位人物，在當時人類陷入滅亡危機時救助了人類，並因此建立了人類至上的斯連教國的基礎，所以後來被教國尊稱為六大神並成為信仰中心。
除了死之神外其他人為人類種族，6人分別為火之神、水之神、風之神、土之神、生之神、死之神，其中以死之神「斯爾夏那」為6人之中最強（其樣貌與安茲相似）。
Web版中教國典籍記載——斯爾夏那的力量遠在生之神阿拉·阿拉蘇和另外四大神之上，它是給予生物永久安寧和無盡絕望的神明。人類永遠擺脫不了死亡的宿命，而它正是凌駕於生命之上的絕對存在。本來，掌管恐怖、死亡和疾病的神靈應該是歸屬於惡神一類。事實上從屬於死之神的小神們持有的都是些邪惡的權能，但不可思議的是，它們從不會在人間肆意使用這些權能，也沒有成為禍害人間的魔神。一般魔神都是從屬於其他神明的小神。教國的人民信仰著這個可以被稱之為惡神的存在，祈禱著他的邪惡之力不要降在自己身上。
從其流傳的魔術方塊遊戲，推測疑似是穿越過來的人類種族玩家。
繼承六大神力量的「神人」血統，目前教國有三名。
八欲王
500年前突然出現在異世界的8名王者，曾經短暫統一過整個異世界，後因內鬥紛爭而全部滅亡。
相傳殺死了當時六大神之中碩果僅存的死之神與絕大多數的龍王。
從八欲王遺留下的八件武器之一為公會武器，推測是穿越過來的玩家，疑似使用世界級道具“五行相克”改變了異世界的魔法體系，削弱了原初魔法，流傳位階魔法，成為重新確立魔法地位的存在。
十三英雄曾從八欲王的首都中取出部份道具。
十三英雄
200年前突然出現在異世界並參加當時魔神戰爭的13名英雄，由於消滅了魔神的威脅而被歌頌為傳說英雄，受許多冒險者崇拜。
據耶·蘭提爾魔法師工會會長提歐·拉克希爾的認知中，名為位階魔法的各種魔法，自六百年或五百年前出現於這個世界以後，能夠使用第七位階以上魔法的英雄，除了十三英雄外其他都是謠言。
在相關的英雄譚中曾被提及有成員使用過「第七位階以上的魔法也做不到」的魔法，但被人們視為無稽之談。
十三英雄當中也有很多人類以外的其他種族，而且人数本來更多超過十三人以上。但是受到人類國家刻意歌頌的只有人類形種族的十三人，而且從白金龍王和莉古李特的對話推測十三英雄的領隊疑似是穿越過來的玩家。
目前已知白金龍王和莉古李特還在世，但亦有其他非人類種族成員在世的可能性。
魔神
Web版中透露其為過去穿越過來的玩家「六大神」所遺留下的一些NPC，因長期失去主人而暴走，並與一些魔物一起肆虐大陸各地，而後成了所謂的魔神，實力有強有弱，最後被十三英雄剿滅。

### 職業
冒險者
異世界中，主要以接受各式委託及進行魔物應對的人，絕大多數都靠完成委託後得到的報酬為生、少數人則以名聲、榮譽為目標。工作型態類似於多功能的傭兵，而雖對外宣稱其是不受國家支配、限制的自由行業，但實際上卻是一個國家對抗魔物的主要戰力（尤其精鋼級更是如此），其重要性並不亞於軍隊，在有需要的情況下某些貴族、高官甚至是一國之主都會提出委託聘僱冒險者以完成一些難度較高或高價值的任務，代表其在一定程度上也受限於國家的法律之下。
在魔導國中由於冒險者行業的主要工作幾乎都由無需休息且各個實力超群的死亡騎士等眾多不死者取代，因此安茲也決定將魔導國的冒險者從原本「與魔物戰鬥的傭兵」轉型成「尋求未知的探險家」。
相較於其他國家的冒險者公會幾乎為不隸屬國家體系的獨立組織，魔導國的冒險者公會則是隸屬於國家的國家機關。
文庫中的冒險者等級由下至上分別為銅牌、鐵牌、銀牌、金牌、白金牌、秘銀牌、山銅牌、精鋼牌。
白金等級以上的冒險者大約佔王國冒險者的20%左右，而王國內冒險者則約為3000人左右，因此在王國全境超過八百萬的人口中，白金級以上的冒險者僅約600人左右，精鋼牌更佔不到20人。
王國的精鋼級冒險者：「朱紅露滴」以及「蒼蔷薇」。
帝國的精鋼級冒險者：以吟遊詩人為首的「銀絲鳥」、以出色團隊合作與成員數聞名的「八重漣」。
龍王國的精鋼級冒險者：「水晶之淚」，隊長是以劍技「光輝劍」聞名而譽有「閃烈」之稱的賽拉布雷德。
魔導國的精鋼級冒險者：「漆黑」。
工作者（常用譯名：黑工）
性質、從事工作皆與冒險者類似但並不隸屬於冒險者公會之人的統稱，也由於未受到公會的管轄，其委託工作性質常遊走於灰色乃至非法地帶，大多數工作者都是因利益集結而無強烈的同僚意識，但其中也不乏心存善念及強烈羈絆的隊伍不願受冒險者公會束縛而轉型。
工作者類型有分附屬及無附屬兩種，附屬者可以是組織、貴族、國家等等，對工作內容保密乃所有工作者的基本義務。
安茲拉攏夫路達藉由調查平原的異象唆使帝國皇帝派遣四支工作者隊伍前往納薩力克，好讓安茲有理由與皇帝搭線，同時也達到測試納薩力克安保系統是否完善的目的。
魔法詠唱者
魔法使用者的職業總稱。
分為魔力系、精神系、信仰系等。
職業有神官、祭司、森林祭司、秘術師、妖術師、魔法師、吟游詩人、巫女、符術師、仙人等。
傾國家之力來培育魔法詠唱者的國家不在少數，斯連教國專注於信仰系魔法詠唱者（神官、巫女）的教育；帝國則有魔力系魔法詠唱者（秘術師、妖術師、魔法師）的專門學院。
世界冠軍
世界冠軍是一種特殊的職業，只授予官方武術比賽的勝利者。YGGDRASIL當中僅有九人獲得此職業。
比賽的勝利者作爲冠軍會從管理員獲得一件特殊的世界冠軍裝備，這件裝備的能力(數據量)超越了神器級道具/裝備。甚至能與公會武器媲美。
世界冠軍裝備被設定爲只有擁有世界冠軍職業的玩家可以裝備。然而，在某些情況下，可以通過施展“完美戰士”之類的魔法突破限制來穿上它們，就像安茲在新世界的戰鬥中所示範。

#### 能力、魔法
武技
異世界特有的技能，是强大的战士才能使用的技能，对战士而言就像是魔法之於魔法吟唱者一般。包含对能力强化，还有范围攻击、超速斩击这类必杀技类型的武技。
除了“要塞”这种流传广泛的武技，也有很多是个人原创的武技。
在第十卷中，安茲猜測武技有可能是為了對抗『YGGDRASILL』玩家而被創造出的招式，但沒有確切證據。
集中戰氣、即刻反射、流水加速、六光連斬、要塞、強毆、斬刃、不落要塞、疾風走破、超回避、能力提升、能力超提升、瞬閃、神閃、領域、斬擊、回避、龍牙突、青龍牙突、白龍牙突、縮地、縮地改、空斬
特殊能力
在YGGDRASIL和異世界裡，種族等級或職業等級只要達到一定程度，就可以得到相應的特殊能力。
天生異能
天生便拥有的异能，这个世界中每两百个人便有一人拥有。雖然天生異能者並不稀奇，但是這些特殊能力千差萬別，有強有弱，類型相當多采多姿。
位階魔法
轉移異世界後與YGGDRASIL有共通的事項之一，魔法分為第一位階至第十位階加上超位階魔法共十一階段存在；此外在異世界也衍生出了比第一位階還弱但也更容易習得的第零位階魔法。
異世界五百年前為位階魔法鼎盛時期，現在則大幅度衰弱中。一般人只能使用到第二階，能使用第三階的屬於菁英，第五階是已踏入英雄領域的人才能使用，第六階更是目前人類所能使用的極限，第七階只有傳說中的十三英雄或國家級大儀式才能使用。
雖然位階普遍不高，但異世界人也發展出許多異世界獨創的位階魔法，其中不少與生活、生產息息相關的法術填補了異世界工業技術的落後。
YGGDRASIL百級玩家基本上使用第八階以上魔法戰鬥。
| 第一位階 | 低階精神防禦、浮游板、抗惡防禦、魔法箭、兔耳、不可視化、清潔、水創造、方位探知 |
| 第二位階 | 寂靜、衝擊波、中傷治愈、溫度變化、硫酸之矢、集團方位探知、低階增強臂力、增強低階敏捷力、不可視化、象耳、負屬性防禦 |
| 第三位階 | 雷擊、火球、電擊球、次元移動、飛行、遲緩、溫泉、冰球、單方面的決鬥、加速、太陽光、神聖光、重傷治愈 |
| 第四位階 | 雲操控、水晶騎士槍、全種族魅惑、震動感知 |
| 第五位階 | 龍雷、沙之領域.全域、死者復活、不死之炎、滅蟲 |
| 第六位階 | 大治癒、天候操控、火焰之翼、地獄之牆 |
| 第七位階 | 燒夷、高階道具創造、極度聖擊、連鎖龍雷、高階轉移、地獄之火、高階詛咒、褻瀆、陽光爆裂、鳳凰之火 |
| 第八位階 | 幽冥一擊、死、遠隔視、道德扭曲、瘋狂、痛苦波動、次元封鎖、破滅、元素之相 |
| 第九位階 | 心臟掌握、朱紅新星、高階排除、真正死亡、妖精女王的祝福、三足烏的嚮導、完全不可知化、真正的蘇生、核爆、地裂、萬雷擊滅、極地之爪、時間停滯、神之眼、暴風雨、元素形態                                                               |
| 第十位階 | 記憶操作、光輝翠綠體、隕石墮落、最終戰爭.善、最終戰爭.惡、現斷、內部爆破、時間停止、創造要塞、自然避難所、究極妨礙、大熔岩流、神炎、不淨場域、超強酸之霧、光輝金赤體、光輝海藍體、七聖使、轉移門、沙羅雙樹的慈悲                 |
| 位階未知 | 道具鑑定、高階道具鑑定、負向爆裂、嘆息妖精的絕叫、生命拒絕之繭、聖炎、永續光、黑耀石劍、骷髏障壁、千根骨槍、重力渦、完美戰士、高階道具破壞、不死者接觸、大地支配、無限障璧、爆擊地雷、高階魔法封印、集團全種族束縛、集團輕傷治癒 |

超位階魔法
以魔法的位階來說，已屬於位階外的這個魔法，既可說是魔法，也可說不是魔法。與其說是魔法，還不如說是特殊技能。
發動時不需消耗MP，一天最多只能使用到四次。在剛學會的階段時，一天只能使用一次，但超過70級之後，每提升10級可以增加一次使用次數。
能夠學會的數量為每等級一個。
不能連續發動。每種超位階魔法都有設定發動準備時間，雖然可以使用付費道具來消除，但另一項懲罰卻又造成超位階魔法無法連續發動。當小隊的成員發動超位階魔法時，小隊全員都會受到這個懲罰——會有一段無法發動的時期，稱為冷卻時間，而且不管何種付費道具或特殊技能都無法消除。這種懲罰設定是為了在爆發公會戰爭時，不讓其中一方利用連續發動超位階魔法的方式來決定勝負。
依照(Web版)Arcadia回應[2675]推斷NPC無法正常使用超位魔法，但有"透過職業以支付代價的方式發動少數幾個超位魔法"的裏技存在。
在異世界被教國稱為第十一位階魔法—諸神的魔法。
天空殞落、天地改變、天上之劍、黑暗豐收之獻祭、天軍降臨、魔軍迸發、指環的女武神們、歐西里斯的審判、向星星許願、《分身召喚/神之化身召喚》
原初魔法
在位階魔法尚未流傳異世界前，異世界原本的魔法系統，現今只剩龍族會用原初魔法。
在作者感想中有提到原初魔法又被稱為世界級魔法。原初魔法与位阶魔法属于截然不同的体系，位阶魔法的伤害判定很可能对原初魔法无效，三百年前穿越而来的玩家便是死于常暗龙王的原初魔法之下，“二十”之一的世界级道具也被夺走。
由第十卷幕間與外傳「亡國的吸血公主」的內容可推測原初魔法在判定上擁有與世界級道具同等的威力；也就是原初魔法的使用者不受世界級道具的效果影響，同樣地世界級道具的持有者也不受原初魔法的效果影響。
原初魔法與位階魔法的差異在於原初魔法是藉由消耗靈魂和生命力來發動，因此使用探測能力觀察術者時會看到術者的HP會隨著每次發動原初魔法而減少，而MP則會呈現與純戰士職業相同的零魔力狀態；因此能夠使用原初魔法的龍王，便無法再使用位階魔法，至於成為不死者而能同時使用原初魔法和位階魔法的朽棺龍王則是例外。
世界歪曲障壁、世界斷絕障壁、光衣、滅魂吐息、世界移動

### 道具
YGGDRASIL 道具(包括裝備及武器)會根據其數據量（數據水晶）進行分類，數據量越大等級就越高
等級分為: 下級、中級、高級、最高級、稀有級、遺產級、聖遺物級、傳說級、神器級、世界級，共十種級數分類。
裝備等魔法道具不會被破壞，除非它們被像是高階道具破壞等特定的魔法所針對。
而公會武器與世界冠軍獎品是介於神器級與世界級之間，不算在裡面。
在作者感想有提到用世界級魔法(原初魔法)製成的道具，不能用世界樹遊戲的系統來評定，所以不算在裡面。
裝備防具的部位基本有頭部、臉、身體、除了戒指之外的三個首飾、貼身衣物、手腕、手、右手戒指、左手戒指、腰、腳和鞋子。穿著全身鎧在裝備部位上只算作身體。

#### 武裝/道具

##### 未分類道具
- 保溫瓶(Warm Bottle)

這個保溫瓶是拉娜特別中意的魔法道具之一，招待重要客人時經常會用。可以在一個小時之内將飲品的溫度與品質不變。
- 安息裹尸布(Shroud of Sleep)

魔法道具，將尸體包起來可以抑制不死者化與腐敗等等，據説在使用復活魔法時也有幫助。
- 綠色秘密基地(Green Secret House)

據點製作系道具的一種。以魔法製作出小平房裏面是外表無法想象的寬敞，有複數房間，入口會配合要進入的物體體型而改變大小。

##### 等級道具
最高级道具
- 納薩力克一般女僕服

用超高級的布料製成，對這個世界而言算硬，對YGGDRASIL玩家來說卻跟紙一樣薄，Web版中防禦能力等同秘銀全板甲，無特殊能力。
稀有级道具
拥有特殊能力的道具，但是有负面效果。
蜥蜴人部落的四大秘寶(目前已知三種)
- 凍牙之痛（Frost Pain）: 擁有3種能力

1. 劍身寄宿著冷氣，能給予切裂的對手冷氣的追加傷害，作為其次的效果，對和它接觸的對手也能造成少量冷氣傷害。
2. 一天只能使用三次的大招「冰結爆破」。
3. 對裝備者提供對冷氣的保護能力。

之後納薩力克也根據其效果，打造出一把威力比原版更強的「凍牙之痛·改」。
- 酒的大壺

能無限的生成酒，但是味道卻不怎麼樣。
- 白龍的骨鎧

用阿澤魯尼斯亞山脈棲息著的，操縱冷氣的冰龍的骨頭製作而成。
帶有詛咒的力量，是依靠削減穿戴者的智力，然後根據那個削減量來提高鎧甲的強度，所以越聰明的人裝備威力越強。但智力一旦被剝奪，即使卸下裝備也不會恢復。
其堅硬程度足以彈開同為四大秘寶的凍牙之痛，之後遭科塞特斯以斬神刀皇破壞。
王國戰士長持有的王國五大寶物（目前已知四種）
1. 不會疲憊的「活力護手」(Gauntlet of Vitality)。
2. 能夠持續治療的「不滅護符」(Amulet of Immortal)。
3. 可以避開致命一擊，以最強硬度金屬精鋼所制成的「守護鎧甲」(Guardian)。
4. 為了追求銳利度經過魔化處理，削鐵如泥的魔法劍「剃刀之刃」(Razor Edge)。（第九卷經安茲鑑定，擁有無視對手抗性直接造成傷害的效果，因此被安茲稱為能夠無視等級殺傷自己的武器）
5. 第五大寶物：目前不明。

EX：原初魔法戒指(詳細看原初魔法製成的道具)
- 哥布林將軍的號角

原「YGGDRASIL」抽獎的安慰獎500日元一個，能召喚哥布林的一次性道具。
安莉·艾默特使用第一個號角後召喚了19名哥布林組成的哥布林小隊，其後為了對抗王國軍，則用了第二支號角滿足了隱藏條件召喚出五千名哥布林的大軍團。
哥布林大軍團包含
1. 哥布林重裝步兵團
2. 哥布林軍樂隊
3. 哥布林聖騎士隊
4. 哥布林獸騎兵團
5. 哥布林長弓兵團
6. 哥布林魔法支援團
7. 哥布林魔法砲擊隊
8. 哥布林暗殺隊
9. 哥布林近衛隊，十三赤帽
10. 哥布林後勤支援隊，哥布林軍師就屬於其中之一

聖遺物級道具
漆黑戰士飛飛（安茲）使用的裝備（鎧甲和兩把巨劍是魔法創造的道具）
1. 必中眼鏡：一副淺黑色的護目鏡，鏡上紅色的鎖定視窗忽隱忽現
2. 精神防壁之冠：有如點綴著紫水晶的玫瑰藤蔓般，有著幾根荊刺的銀色頭冠，效果為不論好壞完全防禦精神系魔法，但對特殊能力只是抗性提升
3. 黑寡婦蜘蛛服：散髮絲綢光澤的黑色長袖上衣與寬鬆長褲
4. 金屬護手：樸實的鐵手套，只有增加力量的效果
5. 黑帶：綁住長褲的一條黑色帶子
6. 涅墨亞之獅：一條繪有獅頭圖案的銀色項鍊
7. 魔界寄生披風：美國漫畫裡的黑暗英雄的紅色披風
8. 加速之靴：強化步行速度的靴子

傳說级道具
- 希姿的圍巾

擁有的複數特化隱密和潛藏的魔法力量，能辦到短時間的不可知化。
- 喀戎的引導

六大神之一的死之神「斯爾夏那」所持有的巨大鐮刀。
其能力有：
1. CD八小時才能使用兩次技能「死」
2. 攻擊帶有的追加傷害的「死者之炎」
3. 免疫無腦不死者攻擊的「不死者忌避」
4. 創造出低階/中階不死者的「不死者創造」
5. 能引發疾病的「疫病」
6. 有一定概率一擊殺死沒有“淨化抵抗”的不死者「予不死沉眠」
7. 視線效果中可以迷惑對手的特有能力「邪視」
8. 躲避視線類攻擊，並強化自身的「死面」
9. 同時擁有兩種攻擊手段的「榮光之手」

神器級道具
僅次於世界級。
要製作神器級道具，必須有好幾個被稱作「極稀有掉落物」的電腦數據水晶才行。不僅如此，若是要將這些電腦數據水晶埋入容器——例如劍之類的武器——還必須是那種以超稀有金屬打造出來的武器才行。因此，即使到達一百級，連一個神器級道具都沒有的玩家也不算少數。
即使是前十大公會的安茲·烏爾·恭公會成員，也沒有連NPC的武裝都湊齊神器級道具，頂多只讓他們持有一兩個而已。
- 赫爾梅斯·特利斯·美吉斯特斯

與三重而偉大的赫密士同音。
雅兒貝德所持有的鎧甲，原作外型是彷彿鐵桶般的黑色三層式鎧甲。
毫無任何特殊能力、完全只特化物理方面的防禦力與耐久度。
這是因為翠玉錄為了配合雅兒貝德的特殊技能而量身訂作的，將鎧甲打造成三層式也是為此。
- 世界樹之影

馬雷所持有的法杖。
效果不明，是所有階層守護者持有的武器中重量最重的武器。
- 滴管長槍

夏提雅所持有的長槍。
能根據給予對手的傷害，恢復造成傷害值的一定％數的HP。
- 斬神刀皇

科賽特斯所持有的大太刀，長度超過180cm。
原本由武人建御雷所持有，當他決定退出YGGDRASIL時送給了科賽特斯，是科賽特斯的21件武器中最為鋒利的，即使將蜥蜴人四大秘寶中最為堅硬的白龍骨鎧一刀兩斷也毫髮無傷。只有當科賽特斯遇到值得他最大敬意的敵人時才會把這把刀拿出來迎戰。
- 地球回復(Earth Recover)

原文為アースリカバー 也可譯作Earthly Cover塵世庇護。
劇場版不死者の王漆黒の英雄腳本中表明為塔其·米的盾牌。
- 天照與月讀(天照と月詠)

貳式炎雷（弐式炎雷）所持有的兩把小太刀。
「天照」一把如太陽般燦爛奪目,「月讀」一把如月亮般皎潔柔和。參照日本神話裏的天照大神 「日神」與月讀神「月神」。
兩把小太刀屬於神聖屬性, 會抗拒身爲不死者的安茲並在安茲手上冒出青烟。
- 女教師憤怒鐵拳(女教師怒りの鉄拳)

夜舞子所持有的鐵拳
一個長滿尖刺的巨大兇暴金屬手套，巨大到即使安茲站著，都已經快要碰到地面。即便透過鎧甲也能造成傷害，並讓夏提雅飛起的程度。
女教師憤怒鐵拳加强了擊退效果，爲了通過打擊空氣產生衝擊波而製造的武器。只有像這樣的武器才能做到對鎧甲和武器等裝備品進行吹飛的擊退效果。

##### 公會武器
超過神器級，可以媲美世界級的道具。
代表一個公會的武器，只有公會長才能使用，由於被破壞的話代表公會的瓦解，故一般不太會去使用。Web版設定當因此導致公會瓦解時，公會成員頭上將一直浮現稱做『敗者的烙印』的屈辱證明，只有再次集結原公會成員重建公會才能消除此物，另外遊戲中有消除『敗者的烙印』後及公會武器被破壞者才能習得的職業。
- 安茲·烏爾·恭之杖

法杖上纏繞著七條蛇，在痛苦掙扎的蛇口中，各自銜著陽、月、土、火、風、水、時七種屬性的寶石，都是神器級遺物，擁有一天內能以各自的一定次數使用封入其中的各式魔法的能力。握柄材質像是晶瑩剔透的水晶散發藍色光芒。擁有自動迎擊的能力，可配合使用者發動適當的魔法。
- 不知名的劍

有着并不适合斩的形状的剑。可是其锋利度是其它不能类比的存在，是位于现在的魔法绝对做不出的领域之物。
八欲王留下的八件武器的其中之一，目前由十三英雄之一「白金龍王」所守護。

##### 世界级道具
YGGDRASIL中最高等級特定的200件道具，能力五花八門，世界級道具也是唯一能夠輕鬆覆蓋或改寫先前所有等級道具的能力或效果，因此唯有世界級道具才能與其他世界級道具對抗匹敵（用超位階魔法也沒用）。但其中甚至有特別稱為「二十」最頂級二十件世界級道具，「二十」擁有有嚴重破壞遊戲平衡度的能力，因此道具設定以只能使用一次來管制持有者的限制，遊戲中「二十」使用過後會消失並再次出現在九個世界中的某處。
安茲·烏爾·恭是持有最多（11件）世界级道具的公會（原本擁有12件，曾經被奪走一件，事故由來沒有詳細說明。其中兩個「二十」的世界級道具，必須在敵人使用相同等級的道具時才能拿出來對付），第二名的公會則僅有3件世界級道具。
夏提雅洗腦事件後，安茲將部分世界級道具借給守護者們以避免發生類似情況（高康大和威克提姆除外）。只要持有著就不會受世界级道具效果影響。
在新世界只要持有世界級道具就不會受到原初魔法的影響
- 地獄深淵

安茲·烏爾·恭持有十一件之一，雅兒貝德持有。
平時的外貌是頂端浮有球體的黑色短杖，可變形成雅兒貝德的主要武器。
是對物體效果最強的世界級道具，但對人的效果卻沒有那麼卓越；雖然性能比特化型的神器級道具還要差，但卻具有絕對不會遭受破壞和劣化的特性。
名稱典出自北歐神話地名為世界之初的大鴻溝金崙加。
- 貪婪與無慾

安茲·烏爾·恭持有十一件之一，文庫中給予馬雷，Web版則由安茲自行使用。
以下是web版該道具的兩種效果，文庫則是未說明該道具的性能。
右護手——無慾：白色彷彿天使般平滑，散發出銀白色光輝。其效果為當裝備者使用需消費經驗值的特殊魔法或道具時，可以使用貪婪儲存之經驗值抵用。
左護手——貪婪：黑色像是惡魔一樣，長滿尖刺與鈎爪，宛如熔岩的龜裂縫隙中發出淡淡红色的光芒。其效果為強制儲存使用者應得的經驗值。
- 許癸厄亞之杯

安茲·烏爾·恭持有十一件之一，有可能交給科塞特斯或迪米烏哥斯等守護者。
效果不明的杯子。
典出自希臘神話醫神阿斯克勒庇俄斯之女、健康女神之一許癸厄亞所擁有的杯碗，現代以許癸厄亞之杯作為藥學的象徵。
- 幾億之刃

安茲·烏爾·恭持有十一件之一，有可能交給科塞特斯或迪米烏哥斯等守護者。
效果不明的刀刃。
- 山河社稷圖

安茲·烏爾·恭持有十一件之一，文庫中給予亞烏菈。
外型為長度約一公尺的大型捲軸。
能將對手關進異次元空間之中，範圍能擴及整座都市；空間種類多達一百種，具有各種可持續消耗對手體力的手段，但也會從四十種逃脫方法中隨機選擇一種讓對手試著達成條件，一旦被對手成功逃出，空間就會立刻解除並會將持有權轉移給對手。安茲·烏爾·恭公會從別的公會奪取過來時，安茲憶起收到對方無數「還給我」的訊息時不禁莞爾。
典出自封神榜，女媧授予楊戩使用。
- 名稱不明的寶玉（○○○○・オブ・モモンガ）

安茲·烏爾·恭持有十一件之一，在公會成員的允許下給予作為公會長的特權持有。位於安茲體內的那顆球，刻有安茲名字的世界級道具，被讀者戲稱為「飛鼠玉」。
Web版中原以為效果是能直接破壞攻擊它的武器，但不會傷及持有者，但後來作者於推特澄清裝備被破壞是遊戲原本中低位裝備想破壞極高位裝備的懲罰機制，與「飛鼠玉」真正效果無關。
擁有各種不同的效果，其中一種甚至能對龍族發揮強大的威力。
最大威力須消耗5級的經驗值。
在1500人連合入侵時打倒了大半抵達第八層的玩家。
- 名稱不明的世界級道具

安茲·烏爾·恭持有十一件之一，原本是櫻花聖域的領域守護者持有，後改由夏提雅持有。
效果不明的道具。
- 諸王之玉座

安茲·烏爾·恭持有十一件之一，位於第十層玉座之間的謁見之廳，是公會最早成功攻略納薩力克地下大墳墓所獲得的獎勵。
效果不明的王座。
- 熱質石〈Caloric Stone〉

安茲·烏爾·恭持有十一件之一，在第六卷安茲的回憶中曾經被提及。
屬於消耗型的世界級道具，只要知道正確方式就能持續不斷的入手；由於入手方式相當困難，因此幾乎沒有公會持有此道具。
安茲·烏爾·恭也是在巧合之下意外入手；從當初入手的情況來看，入手方式可能是於同一房間放置極大量全種類七色礦礦石一定時間後自動轉化。
當初安茲·烏爾·恭的成員們看著變空的礦石倉庫與滾落於地的熱質石，眾人心中均五味雜陳。
web版中號稱擁有無限能量。
- 傾城傾國

六大神遺留下來，教國所持有，具有突破完全抗性的魅惑效果，被使用來對夏提雅洗腦。
旗袍，領口屬於立領設計，兩旁各有一道很深的開叉，顔色是銀白色，上面以金線繡著一只朝天空飛翔的五爪飛龍。
- 撐天之神（阿特拉斯）

原本是安茲·烏爾·恭由集團轉型成公會並攻略納薩力克地下大墳墓之前所持有的世界級道具，但因為不明事件被奪走。
效果不明的道具。
- 名稱不明的世界級道具

能夠無限召喚出多到淹沒世界的惡魔，烏爾貝特以此為原型仿造了一個能同時發動六種魔法的道具。
- 世界樹之種

可以任意變更種族。
- 兩界曼陀羅[18]

效果不明的道具。
- 屠聖之槍(「二十」朗基努斯之槍)

能夠將目標完全刪除，但必須付出使用者也被完全刪除的代價的長槍。
- 光輪善神(「二十」阿胡拉·馬茲達)

可以對限定正義值為負數的目標發揮強大效果，範圍足以遍及整個世界。
- 五行相剋(「二十」)

可以變更部分魔法系統；過去被使用時，遊戲公司因"只讓世界級道具持有者的數據維持原樣，系統上是一件非常困難的事，因此，我們只好當成特例，進行修改。"向世界級道具持有者發出道歉訊息，還送了一件道具當作賠禮。
- 永劫蛇戒(「二十」οὐροβόρος)

是超位魔法（向星星祈願）的強化版，遊戲中的効果是能直接向YGGDRASIL製作或營運公司提出要求甚至更改遊戲系統，將安茲·烏爾·恭的天界鈾礦山奪走的公會曾用此道具封鎖礦山1個月。
- 世界意志(「二十」)

平常只有一般棍棒的威力，但可以毫無極限地不斷變強。
- 無銘咒文書（Nameless　Spellbook）

曾為八欲王所有，是否是世界級道具目前不明，據說記載了世間一切魔法。不知出於何種魔法的效用，即使新發明的魔法也會自動記錄進去。
- 未命名道具(「二十」)

安茲·烏爾·恭持有十一件之一, 位於納薩力克的寶物殿裏。在小説第三卷第四章安茲提起不知道是否該使用以用於解除夏提雅的精神控制。
- 未命名道具(「二十」)

安茲·烏爾·恭持有十一件之一，位於納薩力克的寶物殿裏。
效果不明的道具。
- 聖杯(ホーリーグレイル)(Web)

回復？系。
效果不完全明的道具。
- グライアイ(Web)

世界探索者(ワールド・サーチャーズ)所持有。
效果不明的道具.
- 世界樹葉子(ユグドラシル・リーフ)(Web)

防御系。
效果不完全明的道具。
- 加拉尔霍恩(ギャラルホルン)(Web)

超位魔法《コール・アヴァター/神の化身召喚》的高階版本。
- 創辦人(ファウンダー)(Web)

管理很瘋狂。
效果不明道具。
- 鴿子帶根橄欖枝(ダヴはオリーブの葉を運ぶ)(Web)

這是什麽。
效果不明道具。

##### 原初魔法製成的道具
在作者感想有提到假如把魔法道具的強度用數值適當的表現出來。
神器級道具的數值是15萬，世界级道具的數值是53萬，那麼龍之秘寶呢?答案是【A】。
用世界級魔法製成的道具，不能用世界樹遊戲的系統來評定才是正解。
- 原初魔法戒指

故事開始時由戰士長持有，以原初魔法製成，可提升戰士職業等級，上升幅度不明，但由作者感想中所言推測可能為以％數方式提升的戒指，原為白金龍王送給13英雄中的死靈使莉古李特，莉古李特後來又將其贈送給戰士長，後來戰士長又贈送給克萊姆。
作者感想中有說到如果給科塞特斯使用，科塞特斯就能變成超越100級的戰士。由於安茲沒有戰士等級，所以對於安茲就沒有效果。

#### 金屬/礦物
目前新世界中出現的金屬從銅到最高的精鋼在YGGDRASIL都有，但YGGDRASIL當中擁有等級更高的金屬未出現在新世界當中。而意外的，在新世界當中也有些金屬是YGGDRASIL沒有的。
金屬也被分爲普通金屬和魔法金屬，魔法金屬最低從秘銀開始。魔法金屬在新世界的説法就是擁有魔法適性，可用特殊加工方法讓魔法吟唱著為其金屬製成的武裝或道具添加魔法效果。當然，金屬等級越高可加工的位階就越高。在YGGDRASIL也是等級越高的武裝和道具就需要越稀有的魔法金屬來製作，因爲等級越高其可裝載資料量 (資料水晶) 就越高。
金屬雖然根據其等級/稀有度 而擁有其對應的價值，但在新世界當中用作貨幣面額的分別為銅幣，銀幣，金幣，與白金幣。在村莊中基本以銅幣與銀幣為基本單位，金幣很少在村莊當中流通。而在YGGDRASIL當中僅有金幣作爲貨幣面額，課金不算在其中。
雖然都是金幣但新世界與YGGDRASIL的金幣價值并不相等，因爲其黃金的金屬純度的不同因此YGGDRASIL的金幣相當於新世界金幣的兩倍價值。
新世界的金屬也被運用為冒險者的等級分類並以其金屬製造的金屬牌的方式給予冒險者，分別爲: 铜牌、铁牌、银牌、金牌、白金牌、秘银牌、山铜牌、精钢牌。
若金屬牌丟失那麽將其丟失的冒險者要負起責任重新找回或償還其對應價值的金錢于冒險者工會要求重新製造金屬牌。
新世界中的矮人種族以挖掘金屬並鑄造武具來進行貿易，而同樣作爲土種族的掘土獸人也會挖掘金屬或掠奪矮人的金屬。掘土獸人需要從小攝取金屬成分來變得更強，攝取等級越高的金屬進化的就越強并且根據進化强度自身的身體顔色也會跟著改變。
以下出現在YGGDRASIL與新世界當中。
以下 [新世界與YGGDRASIL] 的金屬的排列順序越往下等級越高。
| 介紹 | 補充資訊 |
| 銅 (Copper) | 銅 (Copper) |
| --- | --- |
| 銅是對應了現實世界的金屬銅。 銅在新世界作爲貨幣最低面額運用，同時也是最低冒險者等級。 雖然新世界銅幣展現為紅色的純銅，但像是新世界金幣的純度并不高一樣銅幣也是只有四分之一為黃銅含量。 雖然銅為稀有度最低的金屬但是用途廣汎，在新世界被用作為一種反監視對策的有用物質，金屬銅某種程度可以妨礙竊聽，觀測，或探測位置等探測魔法。但這并不代表將銅打造成銅板並嵌入墻壁的成本會很低，像是巴哈斯帝國皇帝吉克尼夫·伦·法洛德·艾尔·尼克斯或帝國首席魔法师大臣夫路达·帕拉戴恩等才會做此等對策。 | 如果將一枚新世界銅幣換算，那麽大約會是1000日元。 一個農夫的日薪大約是六個銅幣。 |
| 鉄 (Iron) | |
| 鉄對應了現實世界的金屬鉄，鐵牌是冒險者倒數第二等級。 一般冒險者的開始裝備和武器都是由鉄或鋼 (碳與鉄的合金) 製造，再來武裝使用的金屬就會跟著往上升。 | 修行僧常被喻为拥有钢铁般的皮肤。 安兹在卡恩村或要以安兹·乌尔·恭的身份现身但要隐藏不死者身份时除了带上面具还会带上金属手套，而他戴上的金属手套 (Járngreipr) 就是铁用制造的。 安兹从不同地点购买了几个铁矿石样品，根据放入兑换箱时产生的金币数量来确定其价值。（其铁含量百分比） |
| 金 (Gold) | |
| 金對應了現實世界的黃金，在新世界作爲僅次於白金幣的貨幣。金牌是冒險者等級排名第5。 完全純金的YGGDRASIL金幣值新世界金幣約兩倍價值。YGGDRASIL金幣在游戲時期通過打怪獎勵等獲得，但在新世界可以用擁有相同價值的任何物資在兌換箱兌換YGGDRASIL金幣。 金作爲展示金錢力量的貴金屬有多種用途，被用於製作珠寶、錢幣、雕塑、器皿，以及作為建築物、紀念碑和雕像的裝飾。 相較之下金或準確來説金幣在YGGDRASIL的運用更爲廣汎和重要，在YGGDRASIL中幾乎任何事情都需要消耗金幣。其用於資助各種遊戲系統 (例如製作、地牢、傭兵NPC、復活等) 是非常寶貴的，但只有YGGDRASIL的金幣才擁有此等魔法效果，而其力量僅次於課金貨幣 (日元)。 | 如果將一枚新世界金幣換算，那麽大約會是10萬日元。而3個金幣足以養活一個新世界普通家庭一個月。 YGGDRASIL金幣擁有新世界金幣兩倍價值相當于20萬日元。 安茲利用農作物作爲可再生物資倒進兌換箱進行長期YGGDRASIL金幣資金來源的計劃實行。 |
| 白金 (鉑金) (Platinum) | |
| 白金，現實世界稱爲鉑金，但不確定是否與現實世界的鉑為同樣物質。在新世界也是作爲貴金屬擁有最高的貨幣面額，白金牌是冒險者等級排名第4。 白金幣作爲最高面額的貨幣通常作爲國家間的貿易使用，除此之外也只有商人和貴族進行大庫存交易時使用。 當然白金和金一樣也被作爲金錢的象徵來進行各類裝飾品的加工，而根據潘朵拉·亚克特的説明此金屬并沒有任何魔法屬性。 | 一枚白金幣相當十枚金幣相當於100萬日元。 提到這個金屬時會聯想到白金龍王，而的確白金龍王的龍鱗和他的鎧甲及武器都是白金金屬的顔色。 |
| 秘銀 (Mithril) | |
| 秘銀是虛幻的金屬，呈現為銀色的光澤與青綠的顔色，最早出現在西方的奇幻小説 "魔戒" 當中。此金屬强度堪比或直接就比鋼鐵還要更硬，但其重量比起鋼鐵更爲輕巧并且摩擦產生的噪音會更少。 秘銀牌是冒險者等級排名第3。 秘銀也是一種非常昂貴的金屬，即使冒險者等級到達了秘銀也不代表他們有能資助自己秘銀級別的武裝，也只有少部分冒險者可以勉强購買秘銀及的裝備。一旦他們到達了山銅級就可以爲自己買到全身鎧了，而到達最高的精鋼級就是可以將其送人的級別了。 從秘銀開始大多此等級或更高級的金屬都擁有魔法適性 (魔法資料的可承載媒體)，也稱為魔法金屬。新世界的强大魔法道具少不了秘銀，秘銀通常也會與山銅一起用來强化武裝。  | 亚乌菈·贝拉·菲欧拉 的鞋子鍍上了秘銀。 克莱门汀 的鞋子是用秘銀與山銅的合金製作的。 克萊姆 的鎧甲也是由秘銀與山銅的合金所製作 (用了精鋼級冒險者小隊苍蔷薇所用剩下的金屬)。 蜥蜴人篇章中的酋库·诸诸 所使用白龍骨製造的白龙骨铠會換取越高的智商來達到鎧甲硬度的提升，其硬度在鋼鐵之上，從秘銀到與精鋼媲美都有可能。 八指六臂中的沙丘隆特所使用的劍就是由秘銀製作的。 里·耶斯提傑王國擁王派貴族大臣勃鲁姆拉修侯的領土擁有金礦與秘銀礦。 矮人王國篇的矮人們所用來代替燃燒煤礦或木柴所使用的熱礦石必須要使用最低限度的秘銀來敲擊才能讓其激活熱礦石。 安傑利西亞山脈的深處擁有大量秘銀礦石，也是由矮人王國的矮人們采取並加工那些秘銀資源。 某些生物像是提到的掘土獸人與被飛飛時期擊敗的巨型毒蜥的皮有可能和秘銀一樣堅硬。 |
| 山銅 (又译奥利哈钢、俄瑞卡尔科斯、奥里哈鲁根、奥利哈康, 王者金属, 金銅) (Orichalcum) | |
| Overlord山銅的顔色是一種深紫色的金屬，在新世界山銅的稀有度也是超稀有的金屬。但不比YGGDRASIL的七彩金屬。 山銅牌是冒險者等級排名第二，通常普通冒險者小隊達到人類最高(不包括英雄領域)等級就會停留在山銅牌。 現實世界山銅屬於一種最早出現在古文獻中的金屬，顔色類似金黃色。據柏拉图的《克里提阿篇》提到亞特拉提斯文明的山銅文明發達。山銅之後被引用至大量奇幻小説，電影，游戲及其他創作作品當中。尤其出現在古文獻當中，但現代并未發現此金屬，因此懷疑是某種合金 (金銅這個名稱出于文本中描述並翻譯其得到，並而懷疑有可能是金-銅的合金)。                                                                          | 安傑利西亞山脈的掘土獸人皮膚可以擁有與山銅一樣的硬度。 拉巴史雷亞山 (位於安傑利西亞山脈的山) 的三大支配者之一，支配地底熔巖海地帶身長超過五十公尺的太陽鮟鱇•熔巖統治者巨大魚型魔物，他也擁有與山銅一樣堅硬的皮革和鱗片。 |
| 精鋼 (艾德曼，精金) (Adamantite) | |
| 精鋼或精金是異世界當中已知最高等級的超稀有金屬，顔色像是深藍色的抛光黑色金屬，不管是什麽硬度，數據可持有量都是金屬當中最高的。當然其價值遠超其他金屬堪稱天價也不爲過，所以拿少百分比的精鋼來强化其他武具也是有的。 精鋼牌是冒險者能到達的最高等級，也因此無法因爲是精鋼級就認定其他精鋼級冒險者也是相同水平，以人類來説還有被譽爲到達英雄領域的人。(還有頭盔下隱藏了一百級戰士的搞笑組) | 雖然精鋼的所有數值都是新世界最高的，但程度也只有到矮人們的熔爐可以加工的金屬而已。意思也就是到達超高溫地區的話還是一樣會被融化掉。 目前Overlord當中四騎士和萨留斯·夏夏的鎧甲是由精鋼製造的。 在意大利官方輕小說翻譯和動漫的官方字幕翻譯中，adamantine 被意外翻譯為“adamantio”（英文“adamantium”，漫威漫畫創作的虛構金屬），結果這種誤譯被沿用在整個輕小説和動漫系列當中。 |

以下僅出現在YGGDRASIL當中。
| 礦物 |
| ベリアット (可讀作：別利亞特 (Beliat)) (Web版) |
| --- |
| 在小説講述昴宿星团女僕裝的標配金屬就有「ベリアット」。屬於廣汎使用的金屬。 「ベリアット」可以用來與「秘銀」一起製作「アダマス鋼」合金。 |
| ガルヴォルン (可讀作：嘎魯沃魯恩 (Galvoln)) (Web版) |
| 在小説講述昴宿星团女僕裝的標配金屬就有「ガルヴォルン」。屬於用於强化使用的魔法金屬。 |
| 緋緋色金 (日緋色金, 火廣金, 青生生魂) (ヒヒイロカネ, 可讀作：hihi'irokane) (Scarletite) |
| 「緋緋色金」是七彩金屬之一。 納薩力克大墳墓的寶庫中四處的墻壁擺放著許多高到天花板的巨大櫃子，而安放在其中之一的是用「緋緋色金」打造的防護手套。 「緋緋色金」是現實世界古傳説中的一種金屬或合金，據説日本古代歷史中被用於各種用途。雖然「青生生魂」也被用來稱呼「緋緋色金」，但在Overlord中的「緋緋色金」與「青生生魂」都是屬於七彩金屬的其中一種金屬，所以這兩個是不同的金屬。當然「緋緋色金」除了Overlord也被其他作品引用，但其設定不一定與Overlord或古文相符。 |
| 青生生魂 (緋緋色金.日緋色金, 火廣金) (アポイタカラ, 可讀作：Apoi'takara) (Apoithakarah) |
| 「青生生魂」是七彩金屬之一。在游戲中它類似於一簇藍色晶體。 「青生生魂」在游戲中以道具的形式可以拿來使用，其能力為拿來突破技能的限制。 「青生生魂」與「緋緋色金」在現實世界傳説中可被稱爲同一種金屬但不同稱呼，但在Overlord中「青生生魂」與「緋緋色金」都是屬於七彩金屬的其中一種金屬，所以這兩個是不同的金屬。 |
| 天國鈾 (セレスティアル・ウラニウム) (Celestial Uranium) |
| 「天國鈾」是七彩金屬之一。用來製作消耗型世界級道具「热质石」的關鍵材料之一。 |
| Star Silver (可翻作：星銀) (Web版) |
| 「Star Silver」是七彩金屬之一。 |
| 珪藻土 (けいそうど)(Diatomaceous Earth) |
| 安茲·烏爾·恭 成員收集用來製作沙包的主要材料，呈現白色粉末狀。同時此粉末也被用來製作炸藥，研磨，和殺蟲藥等。 武人建御雷提到建議用此粉末製作他們用來玩枕頭大戰的枕頭。 |
| 莱恩克斯石 (Ryunks Stone) |
| 用來製作下級治療藥水的材料之一。 根據娜贝拉尔·伽玛化身為飛飛與莉琪·巴雷亚雷的解釋可以得知此石頭是用來增强回復藥水的回復效果，并且從與莉琪·巴雷亚雷的對話中也可以得知她并沒有與之相關的知識所以可以猜測新世界應該沒有這類礦石。 |
| ヴィーヴルの竜石 (可讀作：維沃爾龍石)(Vievul Dragon Stone) |
| 用來製作下級治療藥水的材料之一。 根據娜贝拉尔·伽玛化身為飛飛與莉琪·巴雷亚雷的解釋可以得知此石頭是用來增强元素屬性傷害，并且從與莉琪·巴雷亚雷的對話中也可以得知她并沒有與之相關的知識所以可以猜測新世界應該沒有這類礦石。 |
| 鑄 (Serviceable Metal) |
| 出現在矮人王國篇章中安茲拿出屬於等級45的YGGDRASIL金屬，雖然以安茲來説并不是很强并且簡直是毫無價值的金屬但是比起精鋼還是硬多了。但是對於新世界的人來說要是穿上了防禦力就會飆升。 因爲其對溫度和耐力的高度耐性，想要將其金屬錠加工尤其困難，即使放在矮人工匠的火爐中燒了一整天看起來是在發光的，但是出來時還是保持低溫。不管矮人工匠如何打擊都無法將其塑造，只有用同樣為用鑄製造出的短劍來劃動才能留下劃痕。                                                       |
| 合金 |
| アダマス鋼 (可讀作：阿達馬斯科鋼（Adamask）) (Web版) |
| 「アダマス鋼」是由「秘銀」和 「ベリアット」合成的合金金屬，在小説講述昴宿星团女僕裝的標配金屬就有「アダマス鋼」。屬於耐久的金屬。 |

以下僅出現在新世界當中。
| 砂金石 (アヴェンチュリン) (Aventurine) (Web版) |
| --- |
| 砂金石為新世界的一種寶石。 莉琪·巴雷亚雷曾用砂金石和其他礦物與飛飛購買一瓶下級治療藥，也借此得知砂金石價值為55金幣。 現實世界砂金石主要是由石英並含有其他物質的綠色石英石，也稱印度玉/东陵石。其他產地的砂金石用其地理命名（例如馬來西亞產的叫馬來玉） |
| 藍石英 (ブルークオーツ) (Blue Quartz) (Web版) |
| 顧名思義藍石英是藍色的石英石。 莉琪·巴雷亚雷曾用藍石英和其他礦物與飛飛購買一瓶下級治療藥，也借此得知藍石英價值為25金幣。 現實世界的自己查吧，反正就是說可以防消極情緒之類的。 |
| 火瑪瑙 (ファイアーアゲート)(Fire Agate) |
| 根據其名字可以想象是火紅色的瑪瑙石頭，出現在新世界也可以對應現實世界僅在墨西哥中部和北部及美國西南部部分區域發現像是琥珀般的天然寶石對應。 莉琪·巴雷亚雷曾用火瑪瑙和其他礦物與飛飛購買一瓶下級治療藥，也借此得知藍石英價值為17金幣。 |
| 锆石 (ジルコン)(Zircon) |
| 新世界中的一種寶石,。現實世界中鋯石的顏色各不相同，并且鋯石用於醫藥和裝飾陶瓷，也是用於提煉金屬锆的主要礦石。 莉琪·巴雷亚雷曾用锆石和其他礦物與飛飛購買一瓶下級治療藥，也借此得知藍石英價值為48金幣。 |
| 熱礦石 (熱鉱石)(Heatstone) |
| 熱礦石是矮人王國的矮人們與秘銀一起使用用來代替一般燃燒燃料的礦石，因爲在地底它不會因爲燃燒而讓空間充斥著烟霧，安傑利西亞山脈充滿了熱礦石。 其應用包括了所有與加熱相關的使用，例如照明取暖，烹飪照明，甚至于加工所有精煉類工作都需要，可説是矮人的核心必須品。 千萬不可以把熱礦石與身爲世界級道具的熱質石搞混。 |
| 白鉄鋼 (ホワイトアイアン)(White Iron) |
| 難得是新世界出現的金屬，此金屬的礦床位於廢棄的費傲•萊佐矮人城市附近，因爲有限所以是一個對於矮人來説挺重視的金屬。 白鉄鋼被鐵匠用於製作特殊物品和用於研究目的。 |
| 努蘭 (Nuran) |
| 掘土獸人打碎並用來製成顔料在毛皮上畫兩條綫以用來代表此人是位勇士，也用來識別總攻領隊。 |
| 混沌石 (Chaos Stone) (游戲：Mass for the Dead) |
| 混沌石是在游戲劇情的新世界經過混沌后新產生的，据安茲所説混沌石是與YGGDRASIL的數據水晶相似的紫色發光水晶。同時也是擊敗混沌獸后的掉落物品。 在游戲中混沌石就的用途就跟YGGDRASIL的金幣一樣，就像是游戲版的數據水晶而已。可以付費也可以打怪免費獲得，其應用為傭兵NPC召喚，回復，維護，復活等等。 50個混沌石可以拿來扭蛋一次，混沌石可以作為完成任務的獎勵而獲得。在任務期間，每天可以獲得一顆混沌石，每周可以獲得三十顆。 伊维尔哀通過使用混沌石上面的碎屑發明了一種能有效對付混沌獸的魔法。混沌獸好像是由混沌石組成的。 |
| 强龍石 (Power Dragon Stone)(游戲：Mass for the Dead) |
| 游戲裏新世界中出現的捲曲龍型銀色石頭，出現在整個游戲中用來用作玩家的强化材料。它們擁有三種形態，從低到高分別是：幼龍形態，成年龍形態，以及鱗片凸起的龍形態。 獲得方法廣闊，時間限定任務中，混沌惡魔樹的限定時間中，甚至在游戲商店也有販賣。 |
| 七色結晶 (Prismatic Crystal)(游戲：Mass for the Dead) |
| 游戲中出現的彩虹色結晶，千萬不要與七彩金屬搞混。 根據迪米乌哥斯的解釋他也不知道其原理，但此礦石可以讓擁有低等級上限NPC的等級突破上限。簡單來説就是當你抽到相同角色的時候它們會根據其稀有度變成七色結晶並用來提升角色的等級上限，也可以用來提升技能。 七色結晶有三種，從小中大分別爲：大水晶由5級NPC變成，中的水晶由4級NPC變成，最後小水晶由2，3級NPC變成。 |
| 約定石 (約束の石)(Promise Stone)(游戲：Mass for the Dead) |
| 游戲中用來召喚「傳説人魚(伝説の人魚)」的美麗半透明石頭。 在里·耶斯提傑王國海邊的小村莊有一塊約定石的碎片歷代相傳，因爲哪裏也是傳説人魚的傳説發源地。而根據傳説，當石頭產生共鳴并且在特定的四科星星達到最亮時丟進特定的水池裏就可以召喚傳説人魚。約定石似乎對他們來説擁有微弱的魔力。 當魔法詠唱者對其注入魔力時會使約定石發出白色的光芒并且產生出共鳴的聲音，這種聲音放入水中的時候會被放大并且召喚出傳説人魚。 |
| 未知碎片 (物品/道具)(Unknown Debris)(游戲：Mass for the Dead) |
| 名副其實就是暫未完全理解並命名的碎片，出現在游戲中的卡林夏。 這件物品是在卡林夏大教堂中被發現的，它被一頭龍混沌獸看守著。它後來被帶到了納薩力克大墳墓，在那里迪米烏哥斯和潘朵拉·亚克特開始研究它。 迪米烏哥斯能夠確定該物質與在北部洞穴中發現的新發現怪物的石化屍體具有多種形同特徵。它類似於某種有機金屬，內部中空，形狀複雜，似乎是自然形成的。 根據迪米烏哥斯的分析，雖然該物質接近礦石，但與任何已鑑定的礦石都不匹配，更像是一塊溫帶石頭。樓層守護者的報告中，還包括它似乎與裂縫有關，並且可能是通過人工方法形成的。 亚乌菈·贝拉·菲欧拉認為這種材料可能是某種化石，但迪米烏哥斯反駁了這一說法，稱這種材料由硬化的外層組成，但內層柔軟且不均勻，表明它的年齡並不大。 |

- 女僕裝的裙子上裝有「神奇的黑色金屬版」用來增加防禦的性能，此金屬板和由莉·阿尔法胸甲都是由包括「アダマス鋼」，「魔法强化鋼」，與「ガルヴォルン」制作。[20]
- 在安茲·烏爾恭征服納薩力克大墳墓之前，「青生生魂」是最近發現的兩個七彩金屬之一。[22]
- 「天國鈾」是從當初被安茲•烏爾•恭第一個發現到的隱藏金屬礦山中大量發現並挖掘。同時意外發現消耗型世界級道具「热质石」的製作方法。雖然根據布妞萌的猜測或許還有其他礦山可以開采「天國鈾」，但很快就被否定了。[8]
- 路西★法 曾偷拿了物資短缺的星銀來幫恐怖公做了等級約70等的坐騎，銀蟑螂哥雷姆。[23]
- [有稍微劇透] 在前往矮人王國執行外交任務時，安茲要求用這種鑄金屬為萨留斯·夏夏製作一套盔甲和鎖鏈甲，并把任務交給了鍛冶工房長，矮人得到了一塊金屬錠和一把由相同材料製成的短劍。然而，儘管他擁有豐富的經驗和技能，卻無法加熱或塑造金屬。 他無法完成請求導致鍛冶工房長放棄了他的職位並成為逃犯。[8]
- [鑄] [有稍微劇透] 矮人王國篇有一段述説“即使加熱也完全不會變燙的金屬，就事務總長所知，天底下只有一種。”下一句 “即使加熱也完全不會變燙的金屬，就事務總長所知，天底下只有一種。”“「就是那個不死者拿來的鑄塊！老子加熱了一整天，卻一點都沒變熱！”所以這邊沒有可以理解為兩個意思，其一為事務總長知道這個新世界中有其他的鑄的相關知識。另一個理解是事務總長從來沒聽過有加熱不熱的金屬所以斷定是安茲給的鑄錠。[8]

## 出版書籍

### 小說
| 卷數 | 日文標題 | 中文標題                                | enterbrain     | enterbrain                                                        | 台灣角川                                       | 台灣角川                                                         | 次元书馆      | 次元书馆               |
| 卷數 | 日文標題 | 中文標題                                | 發售日期       | ISBN                                                              | 發售日期                                       | ISBN/EAN                                                         | 发售日期      | ISBN                   |
| ---- | -------- | --------------------------------------- | -------------- | ----------------------------------------------------------------- | ---------------------------------------------- | ---------------------------------------------------------------- | ------------- | ---------------------- |
| 01   |          | 不死者之王                              | 2012年7月30日  | ISBN 978-4-04-728152-3                                            | 2013年8月29日                                  | ISBN 978-986-325-492-8                                           | 2018年7月     | ISBN 978-7-5133-3048-0 |
| 02   |          | 黑暗戰士                                | 2012年11月30日 | ISBN 978-4-04-728451-7                                            | 2014年3月27日                                  | ISBN 978-986-325-852-0                                           | 2018年7月     | ISBN 978-7-5133-3048-0 |
| 03   |          | 鮮血的戰爭少女                          | 2013年3月3日   | ISBN 978-4-04-728689-4                                            | 2014年11月27日                                 | ISBN 978-986-366-124-5                                           | 2018年7月     | ISBN 978-7-5133-3049-7 |
| 04   |          | 蜥蜴人的勇者們                          | 2013年7月31日  | ISBN 978-4-04-728953-6（通常版） ISBN 978-4-04-728954-3（特裝版） | 2015年3月27日                                  | ISBN 978-986-366-381-2                                           | 2018年7月     | ISBN 978-7-5133-3049-7 |
| 05   |          | 王國好漢 上                             | 2013年12月28日 | ISBN 978-4-04-729259-8                                            | 2015年6月6日                                   | ISBN 978-986-366-551-9                                           | 2018年7月     | ISBN 978-7-5133-2732-9 |
| 06   |          | 王國好漢 下                             | 2014年1月30日  | ISBN 978-4-04-729356-4（通常版） ISBN 978-4-04-729357-1（特裝版） | 2015年8月24日                                  | ISBN 978-986-366-664-6                                           | 2018年7月     | ISBN 978-7-5133-2732-9 |
| 07   |          | 大墳墓的入侵者                          | 2014年8月30日  | ISBN 978-4-04-729809-5                                            | 2015年10月27日                                 | ISBN 978-986-366-754-4                                           | 2019年5月30日 | ISBN 978-7-5133-3561-4 |
| 08   |          | 兩位領導者                              | 2014年12月16日 | ISBN 978-4-04-730084-2                                            | 2015年12月16日                                 | ISBN 978-986-366-857-2                                           | 2019年5月30日 | ISBN 978-7-5133-3561-4 |
| 09   |          | 破軍的魔法吟唱者                        | 2015年6月29日  | ISBN 978-4-04-730473-4                                            | 2016年2月19日                                  | ISBN 978-986-366-910-4                                           | 2019年5月30日 | ISBN 978-7-5133-3538-6 |
| 10   |          | 謀略的統治者                            | 2016年5月30日  | ISBN 978-4-04-734089-3                                            | 2016年10月28日                                 | ISBN 978-986-473-315-6                                           | 2019年5月30日 | ISBN 978-7-5133-3538-6 |
| 11   |          | 矮人工匠                                | 2016年9月30日  | ISBN 978-4-04-734230-9（通常版） ISBN 978-4-04-734231-6（特裝版） | 2017年2月10日                                  | ISBN 978-986-473-483-2                                           | 2020年7月     | ISBN 978-7-5133-3910-0 |
| 12   |          | 聖王國的聖騎士 上                       | 2017年9月30日  | ISBN 978-4-04-734845-5                                            | 2018年2月14日（一般版） 2018年2月7日（限定版） | ISBN 978-957-564-005-7（一般版） EAN 471-296-107-910-5（限定版） | 2020年7月     | ISBN 978-7-5133-3910-0 |
| 13   |          | 聖王國的聖騎士 下                       | 2018年4月27日  | ISBN 978-4-04-734947-6                                            | 2018年8月16日                                  | ISBN 978-957-564-351-5                                           | 2021年5月     | ISBN 978-7-5133-4394-7 |
| 14   |          | 滅國的魔女                              | 2020年3月12日  | ISBN 978-4-04-735885-0（一般版） ISBN 978-4-04-735886-7（特裝版） | 2020年9月24日                                  | ISBN 978-957-743-874-4（一般版） EAN 471-351-013-670-6（限定版） | 2021年5月     | ISBN 978-7-5133-4394-7 |
| 15   |          | 半森林精靈的神人 上 / 半森妖精的神人 上 | 2022年6月30日  | ISBN 978-4-04-736555-1                                            | 2022年9月26日                                  | ISBN 978-626-321-777-5                                           | 2024年        | ISBN 978-7-5133-5394-6 |
| 16   |          | 半森林精靈的神人 下 / 半森妖精的神人 下 | 2022年7月29日  | ISBN 978-4-04-736556-8（一般版） ISBN 978-4-04-736554-4（特裝版） | 2023年1月31日                                  | ISBN 978-626-352-162-9                                           | 2024年        | ISBN 978-7-5133-5394-6 |
| 特典 |          | 亡國的吸血公主（暫）                    | 不適用         | 不適用                                                            | 不適用                                         | 不適用                                                           | 不適用        | 不適用                 |

### 漫畫
- OVERLORD

| 卷數 | 角川書店       | 角川書店                                                          | 台灣角川       | 台灣角川               |
| 卷數 | 發售日期       | ISBN                                                              | 發售日期       | ISBN                   |
| ---- | -------------- | ----------------------------------------------------------------- | -------------- | ---------------------- |
| 1    | 2015年6月26日  | ISBN 978-4-04-103071-4                                            | 2016年4月2日   | ISBN 978-986-473-031-5 |
| 2    | 2015年7月25日  | ISBN 978-4-04-103072-1                                            | 2016年7月20日  | ISBN 978-986-473-214-2 |
| 3    | 2015年12月26日 | ISBN 978-4-04-103857-4                                            | 2016年10月20日 | ISBN 978-986-473-359-0 |
| 4    | 2016年6月23日  | ISBN 978-4-04-104399-8                                            | 2017年5月5日   | ISBN 978-986-473-663-8 |
| 5    | 2016年8月26日  | ISBN 978-4-04-104400-1                                            | 2017年7月27日  | ISBN 978-986-473-815-1 |
| 6    | 2016年12月26日 | ISBN 978-4-04-104679-1（通常版） ISBN 978-4-04-104680-7（特裝版） | 2018年1月15日  | ISBN 978-957-853-188-8 |
| 7    | 2017年5月24日  | ISBN 978-4-04-105764-3                                            | 2018年8月9日   | ISBN 978-957-564-370-6 |
| 8    | 2017年12月26日 | ISBN 978-4-04-106389-7                                            | 2018年11月22日 | ISBN 978-957-564-576-2 |
| 9    | 2018年4月26日  | ISBN 978-4-04-106390-3                                            | 2019年8月14日  | ISBN 978-957-743-165-3 |
| 10   | 2018年7月26日  | ISBN 978-4-04-107168-7                                            | 2020年1月22日  | ISBN 978-957-743-469-2 |
| 11   | 2019年2月26日  | ISBN 978-4-04-107896-9                                            | 2020年6月4日   | ISBN 978-957-743-782-2 |
| 12   | 2019年9月26日  | ISBN 978-4-04-108688-9                                            | 2020年9月23日  | ISBN 978-957-743-975-8 |
| 13   | 2020年3月26日  | ISBN 978-4-04-108689-6                                            | 2021年2月4日   | ISBN 978-986-524-220-6 |
| 14   | 2020年11月26日 | ISBN 978-4-04-110815-4                                            | 2021年6月23日  | ISBN 978-986-524-529-0 |
| 15   | 2021年7月26日  | ISBN 978-4-04-111589-3                                            | 2022年4月21日  | ISBN 978-626-321-355-5 |
| 16   | 2022年1月26日  | ISBN 978-4-04-111590-9                                            | 2022年9月22日  | ISBN 978-626-321-765-2 |
| 17   | 2022年6月24日  | ISBN 978-4-04-111590-9                                            | 2023年7月24日  | ISBN 978-626-352-605-1 |
| 18   | 2023年3月25日  | ISBN 978-4-04-113501-3                                            | 2024年3月14日  | ISBN 978-626-378-663-9 |
| 19   | 2023年12月26日 | ISBN 978-4-04-114353-7                                            | 2024年11月14日 | ISBN 978-626-400-843-3 |

- OVERLORD＜新＞世界編

| 卷數 | KADOKAWA      | KADOKAWA               |
| 卷數 | 發售日期      | ISBN                   |
| ---- | ------------- | ---------------------- |
| 1    | 2024年9月25日 | ISBN 978-4-04-115221-8 |
| 2    | 2025年3月25日 | ISBN 978-4-04-115865-4 |

- OVERLORD不死者之Oh！

| 卷數 | 角川書店       | 角川書店               | 台灣角川       | 台灣角川               |
| 卷數 | 發售日期       | ISBN                   | 發售日期       | ISBN                   |
| ---- | -------------- | ---------------------- | -------------- | ---------------------- |
| 1    | 2018年1月10日  | ISBN 978-4-04-106385-9 | 2019年8月14日  | ISBN 978-957-743-182-0 |
| 2    | 2018年2月10日  | ISBN 978-4-04-106386-6 | 2019年8月14日  | ISBN 978-957-743-183-7 |
| 3    | 2018年7月26日  | ISBN 978-4-04-107170-0 | 2020年1月22日  | ISBN 978-957-743-473-9 |
| 4    | 2019年2月26日  | ISBN 978-4-04-107898-3 | 2020年6月10日  | ISBN 978-957-743-787-7 |
| 5    | 2019年9月26日  | ISBN 978-4-04-108686-5 | 2020年12月21日 | ISBN 978-986-524-118-6 |
| 6    | 2020年4月25日  | ISBN 978-4-04-109624-6 | 2023年4月27日  | ISBN 978-626-352-417-0 |
| 7    | 2020年11月26日 | ISBN 978-4-04-110816-1 | 2023年4月27日  | ISBN 978-626-352-418-7 |
| 8    | 2021年7月26日  | ISBN 978-4-04-111591-6 | 2023年9月21日  | ISBN 978-626-352-949-6 |
| 9    | 2022年1月26日  | ISBN 978-4-04-111592-3 | 2023年9月21日  | ISBN 978-626-352-950-2 |
| 10   | 2022年7月26日  | ISBN 978-4-04-112705-6 | 2024年3月14日  | ISBN 978-626-378-644-8 |
| 11   | 2023年3月25日  | ISBN 978-4-04-112706-3 | 2024年3月14日  | ISBN 978-626-378-645-5 |
| 12   | 2023年12月26日 | ISBN 978-4-04-114392-6 | 2025年3月6日   | ISBN 978-626-415-441-3 |
| 13   | 2024年9月25日  | ISBN 978-4-04-115225-6 |                |                        |
| 14   | 2025年3月25日  | ISBN 978-4-04-115866-1 |                |                        |

## 電視動畫
於2015年7月7日起播放電視，由AT-X及MXTV等電視台放送。
由於動畫播出的宣傳作用，至2015年10月底止系列小說在日本的銷售量已突破200萬冊。

## 出處
1. ↑  Cardine, Kyle. . Anime News Network. 2014-10-25  [2014-10-25]. （原始内容存档于2021-03-02）.
2. ↑  Hodgkins, Crystalyn. . Anime News Network. 2018-10-06  [2018-12-09]. （原始内容存档于2018-10-06）.
3. ↑  . BookLive!.   [2019-10-01]. （原始内容存档于2019-10-19）.
4. ↑  BD特典4 「Prologue 上」
5. ↑  小說第10卷 「謀略的統治者」
6. ↑  小說第9卷 「破軍的魔法吟唱者」
7. ↑  廣播劇CD1 「封印的魔樹」
8. 1 2 3 4 5 6 7 8 9 10 11  小說第11卷「矮人工匠」
9. 1 2  小說第7卷「大墳墓的入侵者」
10. 1 2 3 4 5 6 7 8  Mass for the Dead
11. 1 2 3 4 5 6 7  Web版小说 前半 60章 - 設定
12. 1 2  BD特典6 「Prologue 下」
13. ↑  廣播劇 封印的魔樹
14. ↑  文庫、web皆沒表明任何道具屬於稀有级
15. ↑  劇場版特典 昴宿星團的一天
16. 1 2 3 4 5  小説第三卷 "鮮血的戰爭少女"
17. ↑  小説第十四卷 「滅國的魔女」
18. 1 2  外傳 亡國的吸血姬
19. ↑  WEB第89話 大虐殺-4
20. 1 2 3 4  Web版小説 前半 78章
21. ↑  小説第二卷 "黑暗戰士"
22. 1 2  動漫第一季 BD Special 06"
23. 1 2  Web版小説 後半 13章
24. ↑  不死者之OH!
25. 1 2 3 4 5 6  Web版小説 前半 37章

## 外部連結
- OVERLORD登場角色人氣投票（页面存档备份，存于） - 於2016年9月15日發表結果
- OVERLORD的X（前Twitter）
- 網路版小說
  - OVERLORD（Arcadia）（页面存档备份，存于）
  - オーバーロード：前編[]
  - オーバーロード：後編
- 丸山黃金（小說家部落格）
- 天翼之鍊 × OVERLORD連動企劃
- 麻雀一番街 × OVERLORD連動企劃